# Erik Östlund
Erik Östlund (23 de septiembre de 1962) es un deportista sueco que compitió en esquí de fondo. Su esposa, Marie-Helene Westin, también compitió en esquí de fondo.
Ganó dos medallas en el Campeonato Mundial de Esquí Nórdico, oro en 1987 y bronce en 1985, ambas en la prueba de relevo.

## Palmarés internacional
| Campeonato Mundial | Campeonato Mundial | Campeonato Mundial | Campeonato Mundial |
| Año                | Lugar              | Medalla            | Prueba             |
| ------------------ | ------------------ | ------------------ | ------------------ |
| 1985               | Seefeld (Austria)  | Medalla de bronce  | Relevo 4 × 10 km   |
| 1987               | Oberstdorf (RFA)   | Medalla de oro     | Relevo 4 × 10 km   |